# 爆走兄弟レッツ&ゴー!!GIRL
『爆走兄弟レッツ&ゴー!!GIRL 〜レディース・グランプリ開幕!!〜』（ばくそうきょうだいレッツアンドゴー!!ガール 〜レディース・グランプリかいまく!!〜）はこしたてつひろ作のミニ四駆アニメ『爆走兄弟レッツ&ゴー!!』シリーズのドラマCDで、同シリーズのスピンオフ作品である。1999年4月1日に発売された。

## 概要
本作は各シリーズに登場した女性キャラクターだけが出場するレディースグランプリのドラマと、各キャラクターのイメージソングを収録。本作品は同じ声優が2人以上のキャラクターを演じることが多かったこともあり、楽屋裏的ネタを活かしたギャグが数多く散りばめられている。逆にレースに参加していながらも、名前のみ登場するキャラクターも多数。また、テレビシリーズには登場しなかったマシンが登場する。
解説書には各シリーズに登場していた女性キャラクターの図鑑が記載されている。

## 登場キャラクター

### 『爆走兄弟レッツ&ゴー!!』
佐上ジュン
声 - 西村ちなみ
『WGP』から2年ぶりに登場。本作は「燃える炎の元祖レディースレーサー」という異名を持っている。
三国チイコ
声 - 矢島晶子
藤吉の妹で、三国コンツェルンの令嬢。『WGP』から2年ぶりに登場。相変わらず烈へのアプローチは継続しているが、本作はニューマシンの登場でレーサーとしての腕はかなり上げている模様。
柳たまみ
風輪小学校の教師で、豪とジュンの担任の先生。シリーズとしては『WGP』から2年ぶりの登場だが、本編には未登場。なお、パッケージには第1期の12話・GBゲーム『オールスターバトルMAX』・SFCゲーム『POWER WGP2』におけるミニ四ファイター風の衣装で登場している。
R（アール）
Jの姉。『WGP』と『MAX』では登場しなかったため、シリーズでは3年ぶりに登場。名前のみ登場。

### 『爆走兄弟レッツ&ゴー!!WGP』
ジョセフィーヌ・グッドウィン（ジョー）
声 - 矢島晶子
NAアストロレンジャーズのメンバー。『WGP』でリョウに助けられて以来、本作ではリョウのことを「ボーイフレンド」と呼んでいる。
ジュリアナ・ヴィクトール
声 - 兵藤まこ
サバンナソルジャーズのチームリーダー。
サリマ
声 - 木藤聡子
サバンナソルジャーズのメンバー。
ヴィッキー
声 - 大谷育江
サバンナソルジャーズのメンバー。
ミシェル
声 - 渡辺久美子
サバンナソルジャーズのメンバー。
クレモンティーヌ
声 - 今井由香
サバンナソルジャーズのメンバー。
ジャネット・ストゥルソン
声 - 渡辺久美子
オーディンズのメンバー。
マルガレータ・イーレ
声 - 大谷育江
オーディンズのメンバー。
リタ・シドニア
声 - 今井由香
クールカリビアンズのメンバー。
パトリシア・メイヨ（パティ）
クールカリビアンズのメンバー。名前のみ登場。
サイ・ブンキ（ポン）
小四駆走行団光蠍のメンバーで、ブンエン（リーチ）の双子の姉。名前のみ登場。
シナモン・ルーサー
ARブーメランズのメンバー。名前のみ登場。

### 『爆走兄弟レッツ&ゴー!!MAX』
大神マリナ
声 - 池澤春菜
大神博士の娘。『MAX』で毎回豪樹に「マリコ」と呼び間違えられていたが、実はわざと間違えて呼ばれていたことがミナミに明かされた。本作では『MAX』の50話で破壊されたフェニックススティンガーを父に修復してもらい、再びレースに挑む。
新井ミナミ
声 - 渕崎ゆり子
新井クリーニングの看板娘。本作はミニ四駆の初心者として、一文字博士から借りたZナンバーズの試作マシン「インフィニティブレイカーZ-0」を駆ってレースに挑む。
堂本サユリ / ファイターレディ
声 - 今井由香
ミニ四ファイターに憧れている大学生で。本作もレースの実況をするが、相変わらず腕の経験は浅い。
マリーン
USAチャンプの一人。名前のみ登場。

## 登場ミニ四駆

### 『爆走兄弟レッツ&ゴー!!』の登場マシン
ドラゴンデルタ
Rのマシンで、二等辺三角形のミニ四駆。

### 『爆走兄弟レッツ&ゴー!!WGP』の登場マシン
バックブレーダー
NAアストロレンジャーズの使用マシン。
ビークスパイダーゼブラ
サバンナソルジャーズの使用マシンで、コーチであるカイのビークスパイダーのベース機。
ジャミンRG
クールカリビアンズの使用マシン。
ホワイトナイト
オーディンズの使用マシン。
空龍（クーロン）
ホワァンを除いた光蠍のメンバーたちの使用マシン。
ネイティブサン
ARブーメランズの使用マシン。

### 『爆走兄弟レッツ&ゴー!!MAX』の登場マシン
フェニックススティンガー
マリナのマシンで、レイスティンガーをベースに改良させたファイヤースティンガーの強化型。『MAX』本編終盤のM1決勝戦でネロのディオマース・ネロの攻撃で破壊されたが、本作では大神博士に修復されている。
マリンブレーダー
マリーンのマシンで、バックブレーダーの改造型。

### 本作のオリジナルマシン
ホームランマンタレイWGP
ジュンのニューマシンで、ホームランマンタレイのグランプリ仕様。GPチップが搭載され、ボディはTRFビクトリーズのマシン同じZMC-γ、そしてモーターは新型モーター「アトミックモーター・タイプV3」が搭載されている。
フラワーバイパー
チイコのニューマシン。スピンバイパーのベース機で、フラワーアックスの後継型。こちらもGPチップが搭載されており、スピンコブラとスピンバイパーの必殺走法「ライトニングドリフト」も使用可能になった。
インフィニティブレイカーZ-0
一文字正宗が制作したZナンバーズの試作型。Z-0は（ズィー・ゼロ）と呼称し、Zナンバーズの0号機である。本来なら1号機のナックルブレイカーZ-1よりも前にロールアウトする予定だったが、空気の流れが不安定の原因で、完成はずいぶんと遅れてしまっていた。名前のみのため、形状は謎と同時に現在もキット化は予定されていない。本作はミニ四駆の初心者であるミナミのマシンとして登場。

## イベント
本作発売から1か月後の1999年5月3日に、女性のみ参加の「第1回ミニ四駆レディース・グランプリ in SUZUKA 世界大会」が三重県鈴鹿市の鈴鹿サーキットにて行われた。出場者の中で『レッツ&ゴー!!』シリーズのキャラクターのコスプレをしていた出場者もいて、さらには豪およびマリナ役の池澤春菜とカイやサユリ（ファイターレディ）役などを担当した今井由香がゲストとして迎えられた。